# دان بريكلن
دانيال سينجر «دان» بريكلن (بالإنجليزية: Daniel Singer "Dan" Bricklin) (ولد في 16 يوليو 1951)، يشار إليه غالبا بلقب «أبو الجداول الممتدة» هو مبرمج أمريكي شارك مع بوب فرانكستون في إنشاء برنامج الجداول الممتدة فيزي-كالك. أسس شركة سوفتوير جاردن وهو الذي يرأسها حاليا، كما أسس أيضا شركة تريليكس. وهو حاليا يشغل منصب رئيس المكتب التكنولوجي في شركة ألفا سوفتوير.

## النشأة
ولد بريكلن لعائلة يهودية في فيلادلفيا. حصل على بكالوريوس العلوم في الهندسة الكهربائية وعلوم الحاسب من معهد ماساتشوستس للتكنولوجيا في عام 1973.

## الجوائز والإنجازات
- عام 1981 حصل على جائزة جريس موراي هوبر لتطويره برنامج فيزي-كالك.[7]

## روابط خارجية
- دان بريكلن على موقع IMDb (الإنجليزية)